# John Locke (Lost : Les Disparus)
Pour l’article homonyme, voir John Locke.
John Locke (ou Jonathan Locke de son nom complet) est un personnage fictif du feuilleton télévisé Lost : Les Disparus. Il est interprété par l'acteur Terry O'Quinn.
Locke est introduit dans la première saison comme un personnage mystérieux, intellectuel et stoïque qui est en contact avec la terre, a un penchant pour la chasse et croit en des explications mystiques et spirituelles pour justifier pourquoi les choses se produisent dans le monde. Son stoïcisme domine son caractère mais au fil des saisons, Locke commence à montrer plus d'émotions et a des changements d'humeur.
Son nom vient du philosophe du XVIIe siècle John Locke, faisant partie des empiristes et des libéraux anglais.

## Biographie fictive

### Avant le crash
John Locke est le fils d'Emily Locke, qui lui a donné naissance le 30 mai 1956 alors qu'elle était adolescente. Pendant son enfance, Locke est placé chez une multitude de familles d'accueil. Richard Alpert lui rend visite chez une de ces familles et décrit Locke comme quelqu'un de « extrêmement spécial ». 
Quand il est plus âgé, Locke travaille dans un magasin de jouets. Un jour, sa mère lui rend visite et lui dit qu'il a été conçu par l'Immaculée Conception. Curieux, Locke engage un détective privé pour retrouver son père, Anthony Cooper. Cooper accueille chaleureusement Locke et ils tissent des liens, notamment par leur intérêt commun pour la chasse. Cooper révèle qu'il a besoin d'une greffe de rein et Locke propose de lui en donner un. Après l'opération, Cooper rompt tout contact avec Locke et refuse de le voir. Pire, il apprend que son père avait demandé à sa mère de tout manigancer. Locke devient très déprimé et entame par la suite une thérapie de groupe, où il rencontre sa future petite amie Helen Norwood. Helen aide Locke à surmonter sa rancœur envers son père, mais quand Cooper vient demander de l'aide à Locke et que ce dernier accepte, Helen le quitte. 
Après une brève période où il a vécu dans une communauté de producteurs de marijuana (qu'il ruine inconsciemment en y amenant un policier infiltré, déguisé en auto-stoppeur), Locke reçoit un jour la visite d'un homme, Peter Talbot, demandant des informations sur « Adam Seward » qui prévoit de se marier avec sa mère fortunée. Locke réalise qu'il s'agit de Cooper, le rencontre, et lui ordonne de ne pas se marier avec la mère de Peter. Cooper tue Peter, et quand Locke le confronte au sujet du meurtre, Cooper pousse Locke d'une fenêtre situé au huitième étage. Juste après sa chute, Jacob arrive et touche l'épaule de Locke. Il lui dit alors qu'il est désolé de ce qui lui est arrivé. Après sa chute, Locke a sa colonne vertébrale brisée, des dommages qui l'obligent à rester dans un fauteuil roulant. 
Tout en récupérant à l'hôpital, un prétendu employé du nom de Matthew Abaddon rend visite à Locke et lui conseille de faire un « circuit aventures » en Australie. Une fois hors de l'hôpital, Locke commence à travailler pour une compagnie de boîte, où il est constamment offensé par son patron, Randy Nation. Locke part alors en Australie, où on lui refuse de faire le circuit en raison de son état paraplégique, et ainsi, il est forcé d'embarquer sur le vol Oceanic 815 pour rentrer à Los Angeles.

### Après le crash
Après s'être écrasé sur l'île, Locke recouvre miraculeusement l'usage de ses jambes, ce qui lui donne rapidement confiance en l'île et sa nature mystique. Locke est un expert à la chasse et pour suivre des traces. Il est vu par la plupart des survivants comme un deuxième « chef » après Jack Shephard. Locke devient visiblement le plus spirituel envers l'île et n'a aucune intention de la laisser. Lors d'une chasse, il est le premier à voir le monstre de l'île. Quand Claire Littleton est enlevée, Locke aide Jack, Kate Austen et Boone Carlyle à la rechercher. Pendant qu'ils la recherchent, lui et Boone découvrent une trappe, et passent alors la majeure partie de leur temps à essayer de l'ouvrir. Pendant ce temps, Boone devient le protégé de Locke et Locke essaye de lui enseigner la nature de l'île. Quand Locke a une vision pendant une nuit d'un Beechcraft s'écrasant sur l'île, Locke et Boone vont rechercher l'avion et le découvrent sur une falaise. Boone monte jusqu'à l'avion, mais il tombe tandis qu'il est toujours à l'intérieur. Locke le porte jusqu'aux cavernes, puis part furtivement à la trappe sur laquelle il frappe, bouleversé par la mort de Boone. Cependant, au moment où Locke perd l'espoir, une lumière brille depuis la trappe, et Locke la voit comme un signe. Locke revient à la plage pour l'enterrement de Boone et révèle à contre-cœur l'existence de la trappe. En raison de la mort de Boone, Jack n'a plus confiance en Locke et ses méthodes. Les survivants sont menés par Danielle Rousseau jusqu'à l'épave d'un bateau du XIXe siècle connu sous le nom de Rocher Noir et trouvent de la dynamite. Sur le chemin du retour, Locke et Jack confrontent leurs croyances et leurs différences de conduite, et chacun arrive à la conclusion que l'autre sera un problème. Une fois qu'ils reviennent à la trappe, Locke utilise la dynamite pour ouvrir la trappe. 
Après avoir ouvert la trappe, Locke descend et découvre Desmond Hume, qui montre à Locke un film d'orientation expliquant que la trappe a été par le passé utilisée pour étudier l'électromagnétisme. Voyant que des remplaçants sont arrivés, Desmond part. Pour sauver le monde, un bouton doit être poussé toutes les 108 minutes, ainsi Locke organise un planning pour introduire les nombres dans l'ordinateur. Quand Benjamin Linus, sous le nom de « Henry Gale », est capturé dans la jungle par Danielle Rousseau, Locke le tient dans l'arsenal vide du bunker. Depuis, Jack et Locke restent seuls dans la trappe. Un jour, les portes anti-souffle de la trappe descendent, et Locke charge Ben d'introduire les nombres dans l'ordinateur. Locke note une étrange carte de l'île dessinée sur l'une des portes quand les lumières s'éteignent, qu'il parvient à esquisser après la levée des portes. Locke et les autres survivants découvrent ensuite que Ben mentait au sujet de son identité et il n'accepte de parler qu'à Locke. Ben provoque Locke en lui disant que les siens voient la trappe comme une plaisanterie, et qu'il n'a jamais introduit les nombres dans l'ordinateur, ce qui a pour conséquence la perte de foi de Locke en l'utilité du bouton. Quand Ben s'échappe, Locke et M. Eko vont dans la jungle pour rechercher le « ? » situé sur la carte de Locke et découvrent la station « La Perle », dans laquelle un film d'orientation explique que le bouton est juste mis en place pour examiner les occupants du bunker ainsi tous les occupants des stations seraient des cobayes pour les occupants de la Perle (ce qui en réalité est tout à fait le contraire). Locke cesse donc de pousser le bouton et essaye de détruire l'ordinateur. Lui et Desmond, revenu par erreur, s'enferment dans la salle de l'ordinateur pour permettre au compte à rebours d'atteindre zéro, mais quand la force électromagnétique s'accumule, Locke se rend compte qu'il a eu tort. Il est toujours dans la trappe quand Desmond tourne la clef de sécurité qui fait imploser le bunker.
Après l'implosion du bunker, Locke se réveille dans la jungle le jour suivant, incapable de parler. Il construit une loge de sueur pour induire une hallucination, dans laquelle Boone lui dit de sauver Eko. Après avoir retrouvé Eko, Locke et d'autres survivants se rendent à la station « La Perle », où ils voient sur un écran de surveillance un homme vivant dans une autre trappe. Ils quittent la station et découvrent Eko mort dans la jungle. Après son enterrement, Locke lit une inscription sur le bâton de Eko l'indiquant d'aller au nord. Locke, Kate, Sayid, et Danielle Rousseau vont sauver Jack des « Autres ». Quand ils arrivent au village des « Autres », les baraquements, Locke prend Ben en otage et force Ben à lui montrer l'endroit où se situe leur sous-marin. Locke utilise alors du C-4 pour faire sauter le sous-marin que Jack allait utiliser pour quitter l'île. Après cela, Ben lui montre son père, Anthony Cooper, qu'ils ont capturé, et dit à Locke qu'il peut joindre les « Autres » s'il tue son père. Locke fait tuer Cooper par Sawyer, puis porte le cadavre au camp des « Autres ». Ben l'emmène voir Jacob, mais Locke ne voit qu'une chaise vide dans une vieille cabane en bois. Locke s'énerve en raison du mensonge de Ben avant d'entendre une voix lui disant « aide-moi ». Ben montre ensuite à Locke une fosse où reposent les corps des membres du Projet Dharma puis lui tire dessus, en raison du fait que Locke puisse entendre Jacob ce qui menace son statut de chef des « Autres ». Locke est laissé pour mort, mais plus tard, lorsqu'il veut se suicider, sa foi lui revient lorsque Walt apparait et lui dit qu'il a « des choses » à faire. Il rejoint la tour radio et tue Naomi, une femme du cargo, dont il croit qu'elle a apporté le danger sur l'île. Il demande à Jack de ne pas communiquer avec le cargo, mais Jack l'ignore et le contacte.
Jack trouve plus tard Locke, prend son pistolet, tire, mais découvre qu'il est déchargé. En raison de cet incident et de l'avertissement de Charlie Pace, les survivants se divisent en deux groupes ; ceux qui pensent que les personnes du cargo sont dangereuses partent avec Locke. Le groupe de Locke inclut Hurley, Sawyer, Claire, Ben, Rousseau, et Alex. Locke essaye de mener à bien les travaux qui lui ont été confiés par Walt. Pour cela, il doit aller voir Jacob pour qu'il le conseille, mais il ne retrouve pas sa cabane, et donc, son groupe s'installe aux baraquements. Les premiers jours après leur installation, Ben provoque continuellement Locke car ce dernier n'a pas de plan, mais Ben lui explique par la suite que Charles Widmore est l'homme qui a envoyé le cargo et qu'il veut exploiter l'île. Lorsque le village est attaqué par un groupe de mercenaires du cargo, la majeure partie du groupe de Locke est tué. Locke part alors avec Ben et Hurley pour rechercher la cabane, Hurley ayant prétendu la voir. Locke a un rêve dans lequel un membre du Projet Dharma qui a construit la cabane, Horace Goodspeed, lui dit que Jacob l'attend. Dans la fosse contenant les corps des membres du Projet Dharma, Locke trouve une carte de la cabane. Sur le chemin conduisant à la cabane, Ben déplore sa propre destinée et dit à Locke qu'il connaitra bientôt les conséquences d'être choisi. À l'intérieur de la cabane, Locke ne rencontre pas Jacob, mais Christian Shephard accompagné de Claire. Il lui dit que la seule manière de sauver l'île est de la déplacer. Ben mène alors Locke et Hurley à une station Dharma connue sous le nom de « L'Orchidée » mais découvre les mercenaires du cargo qui l'attendent. Avant de se rendre, Ben indique à Locke comment rentrer dans la station, mais ce dernier n'y arrive pas. Jack arrive à la station et Locke essaye de le convaincre de ne pas partir mais sans succès. Il dit alors à Jack de mentir au sujet de l'île et de tout ce qui s'est passé afin de la protéger. Ben s'échappe et ils entrent dans la station ensemble, où ils sont rejoints par le chef des mercenaires, Martin Keamy, qui a survécu à sa rencontre avec Ben et l'a suivi. Keamy avertit Ben que s'il meurt, le cargo situé au large explosera avec toutes les personnes situées à bord mais Ben n'en tient pas compte et le tue pour venger la mort de sa fille. Ben s'excuse alors pour ce qu'il a fait à Locke et lui annonce qu'il est le nouveau chef des « Autres ». Locke joint les « Autres » pendant que Ben déplace l'île.
Juste après le déplacement de l'île, Locke et les autres survivants voyagent au hasard dans le temps à chaque nouveau « flash » lumineux. Locke se retrouve seul et assiste à un accident d'avion, celui dans lequel était le frère d'Eko et où Boone s'est gravement blessé. Locke essaye d'atteindre l'avion, mais se fait tirer dans la jambe par Ethan. Ethan l'interroge, et Locke lui dit que Ben l'a nommé nouveau chef des « Autres ». Ethan ne le croit pas, mais avant qu'il puisse tirer sur Locke, un autre « flash » emmène Locke dans le temps. Cette fois, il est trouvé par Richard qui explique qu'il a su où le trouver car c'est Locke lui-même qui lui dira. Il informe Locke qu'il ne le reconnaitra pas la prochaine fois qu'ils se verront, et lui donne ainsi une boussole pour qu'il fasse confiance à Locke lorsqu'il voyagera dans le passé. Il dit également à Locke que ces « flashs » se produisent en raison de ceux qui ont quitté l'île. Pour les convaincre de revenir, il devra mourir. Plus tard, Locke sauve Juliet et Sawyer de trois hommes en 1954, l'un d'entre eux étant le jeune Charles Widmore.

### Après l'île
Après une série de sauts temporels, Locke quitte l'île à la demande de Christian par l'intermédiaire de la station « L'Orchidée » et émerge environ trois ans dans le futur, en Tunisie. Charles Widmore établit le contact avec Locke, lui fournit des papiers sous le nom de « Jeremy Bentham » (le nom d'un autre philosophe, ironiquement) et charge Matthew Abaddon de l'aider pour trouver les « six de l'Oceanic ». Locke rend visite à Sayid, à Walt, à Hurley, à Kate et à Jack, et leur dit (excepté Walt) qu'ils doivent retourner sur l'île. Locke se serait suicidé après qu'il a essayé sans succès de convaincre les « six de l'Oceanic » de retourner sur l'île, mais il est révélé par la suite que c'est Ben qui l'a tué. Jack est le seul à aller au funérarium et il tente de se suicider, regrettant d'avoir quitté l'île. Plus tard, Ben contacte Jack et l'informe que la seule manière de retourner sur l'île est de réunir les « six de l'Oceanic », le cadavre de Locke inclus, afin de reproduire le même schéma que le premier crash (avec un mort à bord).
Une lettre que Locke a écrite peu avant son suicide est donnée à Jack par la mère de Daniel Faraday, Eloise Hawking. Selon elle, la mort de Locke était nécessaire de sorte que son corps agisse en tant que procuration pour Christian Shephard (dont le corps avait été sur le vol original) pour recréer les conditions par lesquelles les « six de l'Oceanic » ont trouvé l'île. Quand Jack ouvre la lettre que lui a laissé Locke, elle contient une note : « Jack, si seulement vous m'aviez cru. JL ». Après que le vol Ajira 316 atterrit sur l'île de l'Hydre près de l'île principale, Locke apparaît aux survivants de l'accident, apparemment ressuscité.

### Retour sur l'île
Locke, Ben et Sun reviennent sur l'île et se rendent à proximité du temple où Ben à une vision de sa défunte fille qui l'oblige à faire tout ce que Locke lui demandera. Ils trouvent ensuite le camp des « Autres » et Locke demande à Richard Alpert de le conduire jusqu'à Jacob. Arrivés à la statue de Taouret, Ben et Locke rencontrent Jacob. Jacob identifie Locke comme étant son rival qui ordonne à Ben de tuer Jacob avant de le pousser dans le feu. Pendant ce temps, les survivants du vol Ajira 316 menés par Ilana Verdansky montrent à Richard Alpert le corps sans vie de Locke retrouvé dans la soute de l'avion.

### Réalité alternative
Dans la réalité alternative, Locke est toujours paralysé et rencontre Jack lorsque ce dernier apprend qu'Oceanic Airlines a perdu le corps de son père. Il lui propose une consultation gratuite afin de voir s'il peut l'opérer. Locke et Helen projettent de se marier. Il est par la suite viré par son patron, Randy, pour avoir feint d'assister à une conférence en Australie alors qu'il s'agissait d'un « circuit aventures ». En partant, il rencontre Hurley qui lui parle d'une agence d'intérim qu'il possède et Locke s'y rend. Il est reçu par Rose Nadler qui l'oriente vers un poste de professeur suppléant dans un lycée, lycée dans lequel exerce également Benjamin Linus. Plus tard, Desmond fonce délibérément sur Locke avec sa voiture sur le parking du lycée. Il est amené à l'hôpital et admis en chirurgie par Jack. Jack lui annonce qu'il serait un bon candidat pour la chirurgie de correction vertébrale. Cependant, Locke refuse l'opération car c'est à la suite d'un accident d'avion qu'il pilotait que son père et lui-même ont été paralysés (avec des conséquences plus lourdes pour son père). Locke change plus tard d'avis et après son opération réussie, il se souvient de l'île. Il se rendra ainsi dans l'église avec les autres rescapés du vol 815.